# Black River (Nowy Jork)
Black River – wieś w Stanach Zjednoczonych, w stanie Nowy Jork, w hrabstwie Jefferson.